# Toronäischer Golf

Toronäischer Golf

Der Toronäische Golf (griechisch Τορωναίος Κόλπος Toroneos Kolpos), auch Golf von Kassandra (Kolpos Kassandras Κόλπος Κασσάνδρας) ist ein nach der alten griechischen Stadt Toroni (griechisch Τορώνη) benannter Golf der Halbinsel Chalkidiki zwischen den beiden „Fingern“ Kassandra und Sithonia. Am Toronäischen Golf liegen mehrere Urlaubsorte wie Nikiti und Neos Marmaras.
Koordinaten: 40° 7′ N, 23° 35′ O